# Gouvernement Ingman I
République de Finlande
Paasikivi I  Kaarlo Castrén
Le gouvernement Ingman I est le 3e gouvernement de la République de Finlande, qui a siégé 142 jours du 27 novembre 1918 au 17 avril 1919.

## Composition
Les ministres du gouvernement sont les suivants :
| Titre                                          | Ministre          | Période    | Période   | Parti | Parti |
| ---------------------------------------------- | ----------------- | ---------- | --------- | ----- | ----- |
| Premier ministre                               | Lauri Ingman      | 27.11.1918 | 17.4.1919 |       | Kok   |
| Ministre des Affaires étrangères               | Carl Enckell      | 27.11.1918 | 17.4.1919 |       | Ind.  |
| Vice-Ministre des Affaires étrangères          | Leo Ehrnrooth     | 27.11.1918 | 17.4.1919 |       | RKP   |
| Ministre de la Justice                         | Karl Söderholm    | 27.11.1918 | 17.4.1919 |       | RKP   |
| Ministre de l'Intérieur                        | Antti Tulenheimo  | 27.11.1918 | 17.4.1919 |       | Kok   |
| Ministre de la Guerre                          | Rudolf Walden     | 27.11.1918 | 17.4.1919 |       | Ind.  |
| Ministre des Finances                          | Kaarlo Castrén    | 27.11.1918 | 17.4.1919 |       | ED    |
| Vice-ministre des Finances                     | Juho Vennola      | 27.11.1918 | 17.4.1919 |       | ED    |
| Ministre de l'Église et de l'Éducation         | Mikael Soininen   | 27.11.1918 | 17.4.1919 |       | ED    |
| Ministre de l'Agriculture                      | Uuno Brander      | 27.11.1918 | 17.4.1919 |       | ED    |
| Ministre des transports et des travaux publics | Bernhard Wuolle   | 27.11.1918 | 17.4.1919 |       | Kok   |
| Ministre du commerce et de l'industrie         | Julius Stjernvall | 27.11.1918 | 17.4.1919 |       | RKP   |
| Ministre des Affaires sociales                 | Eero Erkko        | 27.11.1918 | 17.4.1919 |       | ED    |
| Ministre de l'Alimentation                     | Mikko Collan      | 27.11.1918 | 17.4.1919 |       | ED    |